# オギノツメ属
オギノツメ属（Hygrophila）は、キツネノマゴ科に分類される植物の属。約125種のうち40種は水生（水草）であり、アクアリウムで用いられることも多い。その場合、属名仮名読みのハイグロフィラが用いられることも多い。

## 種

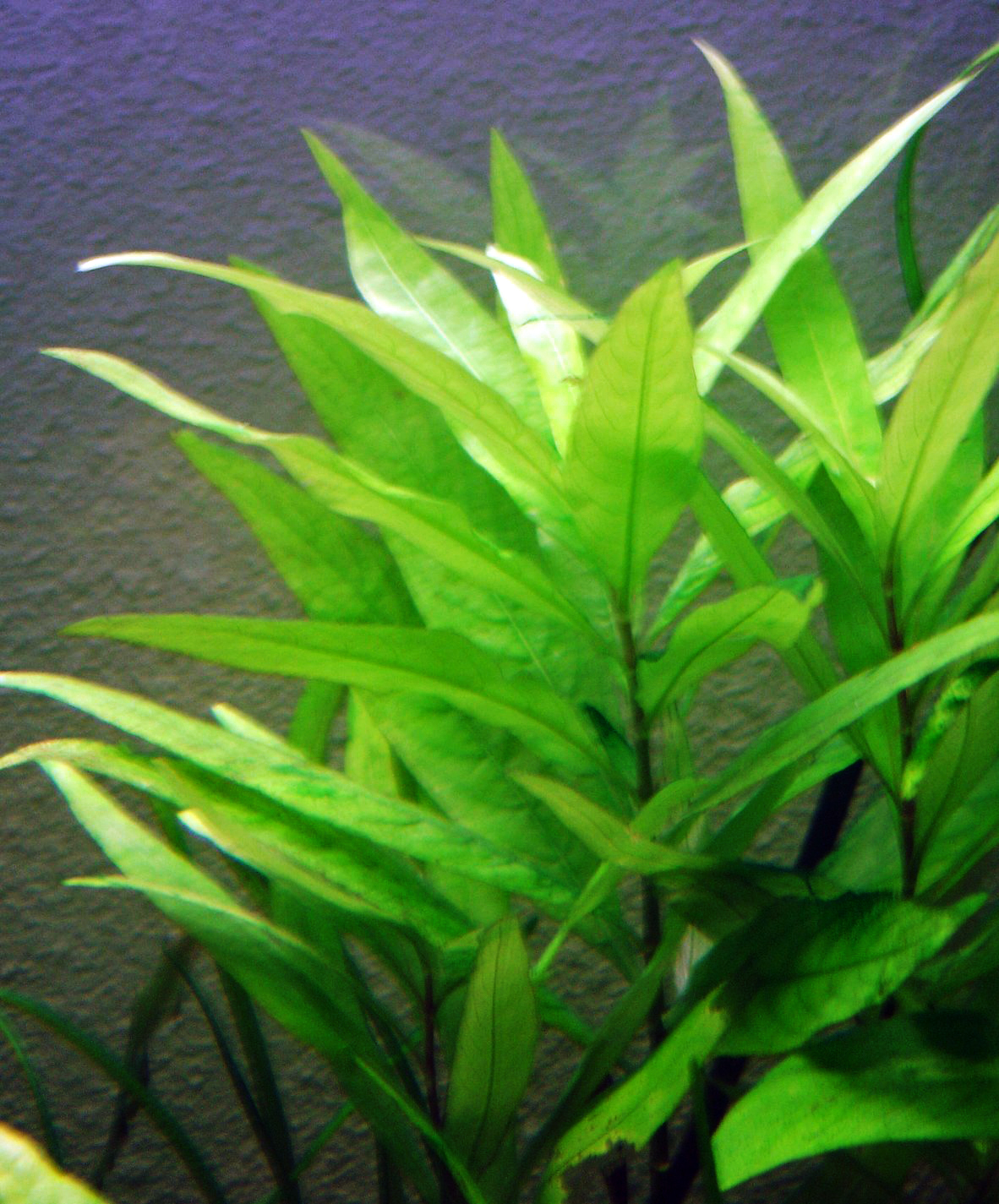
Hygrophila corymbosa
ハイグロフィラ・コリンボーサ

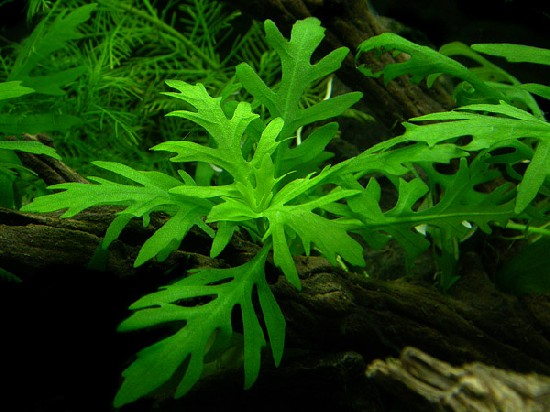
Hygrophila difformis
ハイグロフィラ・ディフォルミス

ハイグロフィラ・コリンボーサ Hygrophila corymbosa
バングラデシュ・インド・ブータン・ネパール原産。テンプル・プラント(Temple Plants)、ジャイアント・ハイグロ(Giant Hygro)などと呼ばれる。後述のラージリーフ・ハイグロフィラも本種の地域変異とする説がある。
ラージリーフ・ハイグロフィラ Hygrophila stricta
東南アジア原産。名前の通り大型の葉を付ける。
ニューラージリーフ・ハイグロフィラHygrophila stricta var. Thailand
ラージリーフハイグロフィラの変種で葉幅が狭く小ぶりである。タイ・ストリクタとも呼ばれ、改良品種という説とタイに分布する地域変異種という説があるが判然としない。
ハイグロフィラ・ディフォルミス（ミズフジ） Hygrophila difformis
東南アジア原産。水上葉はシソのような形である一方、水中葉は複雑な切れ込みが入った春菊のような形で、姿が全く異なる。ウォーター・ウィステリア(Water Wisteria)と呼ばれることが多い。
ハイグロフィラ・ポリスペルマ（ヒメタデハグロ）Hygrophila polysperma
インド・マレーシア原産で、アメリカ合衆国・フロリダ州またはテキサス州などで栽培される。光量が強い場合は赤みを帯びることもある。
ハイグロフィラ・ロザエネルビス Hygrophila polysperma var. rozaenervis
ポリスペルマの改良品種。頂芽がピンク色になり、葉に斑が入る。
オギノツメ (ハイグロフィラ・サリチフォリア) Hygrophila salicifolia
日本、東南アジア、オーストラリアなどに分布する。英語圏ではハイグロフィラ・ブルー(Hygrophila Blue)とも呼ばれる。